# 尼氏鱂
尼氏鱂為輻鰭魚綱鯉齒目鯉齒亞目鯉齒鱂科的其中一種，分布於中美洲多明尼加的淡水流域，體長可達9公分，棲息在中底層水域，生活習性不明。

## 擴展閱讀
維基物種上的相關：尼氏鱂